# 1987 (Whitesnake)
1987 is het negende album van Whitesnake. Het album werd een groot succes voor de band. In de Verenigde Staten, waar het verscheen onder de titel Whitesnake, werden meer dan 8 miljoen albums verkocht. In Japan verscheen het album als Serpens Albus.

## Geschiedenis
Na de tour voor Slide it in bleek dat de verhouding tussen Coverdale en drummer Cozy Powell aanmerkelijk bekoeld was. Het is onduidelijk wie wat deed, maar het resultaat was dat Powell vertrok. Coverdale zag het zelf ook niet meer zo zitten met de band, maar werd door David Geffen, die net in de band geïnvesteerd had, overgehaald om door te gaan en zo begonnen Coverdale en Sykes in 1985 aan de liedjes voor het nieuwe album. Coverdale en Sykes namen in Le Rayol  het voortouw en schreven een aantal nummers, daarbij geholpen door bassist Neil Murray. De heren verhuisden vervolgens naar Los Angeles voor de opnamen, maar eerst moest er een nieuwe drummer gevonden worden. Een hele rij drummers kwam voorbij, maar het oog viel op Ainsley Dunbar (voorheen Journey. De opnamen, die werden voortgezet in Vancouver, Canada werden vervolgens vertraagd doordat Sykes op zoek ging naar een specifiekere gitaarklank. Ook Coverdale deed een duit in het zakje, hij kreeg een bijholteontsteking. Om de vaart erin te houden nam Sykes alvast onder leiding van muziekproducent wat op, Coverdale bleek minstens zes maanden uit de roulatie te zijn. Het initiatief van Sykes viel bij Coverdale verkeerd. Sykes en Stone werden aan de kant gezet en Coverdale nam eerst producent Ron Nevison en daarna Keith Olsen in de arm om zijn deel op te nemen. Als toetsenist werden Don Airey en ook Bill Cuomo ingeschakeld. Sykes werd vervangen door Ad Vandenberg, die de gitaarsolo van Here I go again opnieuw inspeelde.  
Ter promotie van het album werden maar liefst vijf nummer uitgebracht op singles, waarvan Here I go again en Is this love ook de Nederlandse en Belgische hitparades haalden. De toer die volgde liet een inlijving zien van Vandenberg, tweede gitarist Vivian Campbell (uit de band van Dio, bassist Rudy Sarzo (uit Quiet Riot) en drummer Tommy Aldridge (uit Black Sabbath).

## Musici
- David Coverdale – zang
- John Sykes – gitaar
- Neil Murray – basgitaar
- Don Airey en Bill Cuomo – toetsinstrumenten
- Ainsley Dunbar  - slagwerk
- Ad Vandenberg - gitaarsolo op Here I go again

## Muziek
Alles van Coverdale en Sykes, behalve waar aangegeven:
| Nr. | Titel                               | Schrijver(s)              | Duur |
| --- | ----------------------------------- | ------------------------- | ---- |
| 1.  | Still of the night                  |                           | 6:38 |
| 2.  | Bad boys                            |                           | 4:09 |
| 3.  | Give me all your love               |                           | 3:30 |
| 4.  | Looking for love *                  |                           | 6:33 |
| 5.  | Crying in the rain                  | Coverdale                 | 5:37 |
| 6.  | Is this love                        |                           | 4:43 |
| 7.  | Straight for the heart              |                           | 3:40 |
| 8.  | Don't turn away                     |                           | 5:11 |
| 9.  | Children of the night               |                           | 4:24 |
| 10. | Here I go again                     | Coverdale, Bernie Marsden | 4:33 |
| 11. | You're gonna break my heart again * |                           | 4:11 |

De met een * aangegeven nummers staan niet op de LP.
| Nr. | Titel                  | Schrijver(s)              | Duur |
| --- | ---------------------- | ------------------------- | ---- |
| 1.  | Crying in the rain     | Coverdale                 | 5:37 |
| 2.  | Bad boys               |                           | 4:09 |
| 3.  | Still of the night     |                           | 6:38 |
| 4.  | Here I go again        | Coverdale, Bernie Marsden | 4:33 |
| 5.  | Give me all your love  |                           | 3:30 |
| 6.  | Is this love           |                           | 4:43 |
| 7.  | Children of the night  |                           | 4:24 |
| 8.  | Straight for the heart |                           | 3:40 |
| 9.  | Don't turn away        |                           | 5:11 |

| Nr. | Titel                             | Schrijver(s)              | Duur |
| --- | --------------------------------- | ------------------------- | ---- |
| 1.  | Still of the night                |                           | 6:38 |
| 2.  | Give me all your love             |                           | 3:30 |
| 3.  | Bad boys                          |                           | 4:09 |
| 4.  | Is this love                      |                           | 4:43 |
| 5.  | Here I go again                   | Coverdale, Bernie Marsden | 4:33 |
| 6.  | Straight for the heart            |                           | 3:40 |
| 7.  | Looking for love                  |                           | 6:33 |
| 8.  | Children of the night             |                           | 4:24 |
| 9.  | You're gonna break my heart again |                           | 4:11 |
| 10. | Crying in the rain                | Coverdale                 | 5:37 |
| 11. | Don't turn away                   |                           | 5:11 |
| 12. | Give me all your love (Live)      |                           | 4:27 |
| 13. | Is this love (Live)               |                           | 4:58 |
| 14. | Here I go again (Live)            | Coverdale, Bernie Marsden | 5:53 |
| 15. | Still of the night (Live)         |                           | 8:38 |

## Hitnotering

### NederlandseAlbum Top 100
| Hitnotering: (Week 1 t/m 8) 18-04-1987 t/m 06-06-1987 Hitnotering: (Week 9 t/m 18) 31-10-1987 t/m 02-01-1988 Hitnotering: (Week 19 t/m 27) 16-01-1988 t/m 12-03-1988 | Hitnotering: (Week 1 t/m 8) 18-04-1987 t/m 06-06-1987 Hitnotering: (Week 9 t/m 18) 31-10-1987 t/m 02-01-1988 Hitnotering: (Week 19 t/m 27) 16-01-1988 t/m 12-03-1988 | Hitnotering: (Week 1 t/m 8) 18-04-1987 t/m 06-06-1987 Hitnotering: (Week 9 t/m 18) 31-10-1987 t/m 02-01-1988 Hitnotering: (Week 19 t/m 27) 16-01-1988 t/m 12-03-1988 | Hitnotering: (Week 1 t/m 8) 18-04-1987 t/m 06-06-1987 Hitnotering: (Week 9 t/m 18) 31-10-1987 t/m 02-01-1988 Hitnotering: (Week 19 t/m 27) 16-01-1988 t/m 12-03-1988 | Hitnotering: (Week 1 t/m 8) 18-04-1987 t/m 06-06-1987 Hitnotering: (Week 9 t/m 18) 31-10-1987 t/m 02-01-1988 Hitnotering: (Week 19 t/m 27) 16-01-1988 t/m 12-03-1988 | Hitnotering: (Week 1 t/m 8) 18-04-1987 t/m 06-06-1987 Hitnotering: (Week 9 t/m 18) 31-10-1987 t/m 02-01-1988 Hitnotering: (Week 19 t/m 27) 16-01-1988 t/m 12-03-1988 | Hitnotering: (Week 1 t/m 8) 18-04-1987 t/m 06-06-1987 Hitnotering: (Week 9 t/m 18) 31-10-1987 t/m 02-01-1988 Hitnotering: (Week 19 t/m 27) 16-01-1988 t/m 12-03-1988 | Hitnotering: (Week 1 t/m 8) 18-04-1987 t/m 06-06-1987 Hitnotering: (Week 9 t/m 18) 31-10-1987 t/m 02-01-1988 Hitnotering: (Week 19 t/m 27) 16-01-1988 t/m 12-03-1988 | Hitnotering: (Week 1 t/m 8) 18-04-1987 t/m 06-06-1987 Hitnotering: (Week 9 t/m 18) 31-10-1987 t/m 02-01-1988 Hitnotering: (Week 19 t/m 27) 16-01-1988 t/m 12-03-1988 | Hitnotering: (Week 1 t/m 8) 18-04-1987 t/m 06-06-1987 Hitnotering: (Week 9 t/m 18) 31-10-1987 t/m 02-01-1988 Hitnotering: (Week 19 t/m 27) 16-01-1988 t/m 12-03-1988 | Hitnotering: (Week 1 t/m 8) 18-04-1987 t/m 06-06-1987 Hitnotering: (Week 9 t/m 18) 31-10-1987 t/m 02-01-1988 Hitnotering: (Week 19 t/m 27) 16-01-1988 t/m 12-03-1988 | Hitnotering: (Week 1 t/m 8) 18-04-1987 t/m 06-06-1987 Hitnotering: (Week 9 t/m 18) 31-10-1987 t/m 02-01-1988 Hitnotering: (Week 19 t/m 27) 16-01-1988 t/m 12-03-1988 | Hitnotering: (Week 1 t/m 8) 18-04-1987 t/m 06-06-1987 Hitnotering: (Week 9 t/m 18) 31-10-1987 t/m 02-01-1988 Hitnotering: (Week 19 t/m 27) 16-01-1988 t/m 12-03-1988 | Hitnotering: (Week 1 t/m 8) 18-04-1987 t/m 06-06-1987 Hitnotering: (Week 9 t/m 18) 31-10-1987 t/m 02-01-1988 Hitnotering: (Week 19 t/m 27) 16-01-1988 t/m 12-03-1988 | Hitnotering: (Week 1 t/m 8) 18-04-1987 t/m 06-06-1987 Hitnotering: (Week 9 t/m 18) 31-10-1987 t/m 02-01-1988 Hitnotering: (Week 19 t/m 27) 16-01-1988 t/m 12-03-1988 | Hitnotering: (Week 1 t/m 8) 18-04-1987 t/m 06-06-1987 Hitnotering: (Week 9 t/m 18) 31-10-1987 t/m 02-01-1988 Hitnotering: (Week 19 t/m 27) 16-01-1988 t/m 12-03-1988 |
| Week: | 1 | 2 | 3 | 4 | 5 | 6 | 7 | 8 | | 9 | 10 | 11 | 12 | 13 | 14 |
| --- | --- | --- | --- | --- | --- | --- | --- | --- | --- | --- | --- | --- | --- | --- | --- |
| Positie: | 56 | 42 | 34 | 36 | 43 | 54 | 58 | 65 | uit | 64 | 40 | 31 | 31 | 30 | 30 |
| Week: | 15 | 16 | 17 | 18 | | 19 | 20 | 21 | 22 | 23 | 24 | 25 | 26 | 27 | |
| Positie: | 40 | 51 | 54 | 54 | uit | 43 | 39 | 35 | 31 | 43 | 46 | 49 | 61 | 66 | uit |